# Pomar (Cantabria)
Pomar es una localidad española del municipio de Guriezo, perteneciente a la comunidad autónoma de Cantabria.

## Geografía
La localidad se encuentra a 35 m s. n. m. y a 2,5 kilómetros de la capital municipal, El Puente.

## Historia
Hacia mediados del siglo XIX, el lugar era referido como una aldea ya por entonces perteneciente al municipio de Guriezo. Aparece descrito en el decimotercer volumen del Diccionario geográfico-estadístico-histórico de España y sus posesiones de Ultramar de Pascual Madoz con las siguientes palabras:

POMAR: ald. en la prov. y dióc. de Santander, part. jud. de Castro-Urdiales; corresponde al valle y ayunt. de Guriezo (V.).
(Madoz, 1849, p. 110)

En 2023, la entidad singular de población de Pomar tenía empadronados 188 habitantes, todos ellos en el núcleo de población de ese nombre.